# M 513
M 513 war ein unter der Bezeichnung M 113 gebautes Minensuchboot des Typs Minensuchboot 1916 der deutschen Reichsmarine, das ab 1936 in der Kriegsmarine als U-Boot-Tender Acheron und ab 1940 als Minensucher M 513 diente.

## Bau und technische Daten
Das Boot wurde noch während des Ersten Weltkriegs 1918 bei der Stülcken-Werft in Hamburg-Steinwerder auf Kiel gelegt. Es lief dort am 27. Mai 1919 als Minensuchboot M 113 vom Stapel und wurde am 28. April 1920 von der Reichsmarine in Dienst gestellt. Das Boot hatte eine Länge von 56,10 m in der Wasserlinie und 59,30 m über Alles, war 7,30 m breit und hatte 2,23 m Tiefgang. Die Wasserverdrängung betrug maximal 590 t. Die Bewaffnung bestand aus zwei 10,5-cm-Geschützen L/45, und bis zu 30 Minen konnten mitgeführt werden. Zwei 3-Zylinder-Verbunddampfmaschinen mit dreifacher Dampfdehnung und zusammen 1850 PS und zwei Schrauben ermöglichten eine Höchstgeschwindigkeit von 16,0 Knoten. Der Bunkervorrat von 130 t Kohle ergab einen Aktionsradius von 2000 Seemeilen bei 14 Knoten Marschgeschwindigkeit. Die Besatzung bestand aus 40 Mann.

## Geschichte
Das Boot wurde anfangs vornehmlich zum Räumen von im Ersten Weltkrieg gelegten Minen eingesetzt und versah ansonsten Routinedienst in deutschen Gewässern. Als die Kriegsmarine nach dem deutsch-britischen Flottenabkommen von 1935 mit dem rapiden Aufbau einer U-Boot-Waffe begann, wurde M 113 zum U-Boot-Tender umgerüstet und am 20. Juni 1936 mit dem neuen Namen Acheron als solcher in Dienst gestellt. Das Boot diente ab 8. Oktober 1936 beim Erprobungskommando für Kriegsschiffneubauten, später beim daraus hervorgegangenen U-Boot-Abnahmekommando. Die Unterseeboot-Abnahmegruppen (UAG) I, III und V der „U-Boot-Abnahmekommission“ waren auf der Acheron in Danzig stationiert.
Am 1. Oktober 1940 wurde das Boot umbenannt in M 513 und danach für den Rest des Krieges im Minensuch- und Sicherungsdienst eingesetzt. Nach Kriegsende wurde es US-amerikanische Kriegsbeute. Es wurde 1946 bei der Abwrackwerft Pollock and Brown in Southampton in England abgewrackt.